# Dirty Jobs
Dirty Jobs is een televisieprogramma gemaakt en uitgezonden door de Amerikaanse zender Discovery Channel. Mike Rowe loopt in elke aflevering mee met professionals die een vies of opvallend beroep uitoefenen. Het eerste seizoen begon in juli 2005. Vanaf 14 juli 2008 presenteert de Deense oud-voetbalkeeper Peter Schmeichel de Europese versie van Dirty Jobs. Hij bezoekt hierbij onder andere Nederland en België.

## Format
Een werknemer neemt Rowe mee op een normale werkdag als zijn assistent. Rowe doet alles wat van hem gevraagd wordt, ondanks het feit dat het doorgaans gevaarlijke, enge en smerige klussen zijn. Hoewel er bijna altijd grappen worden gemaakt tijdens de opnames tonen Rowe en zijn team altijd waardering en respect voor de personen die de 'Dirty Jobs' dagelijks uitvoeren.